# Paul Hector Mair

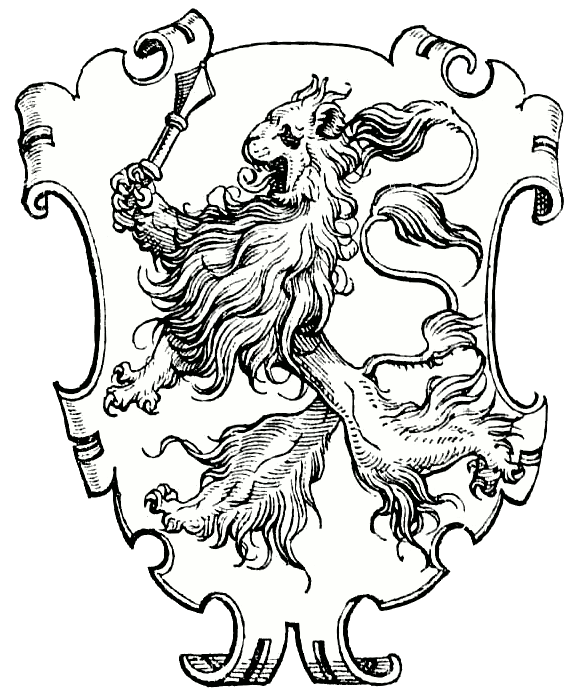
Wappen des Paul Hector Mair

Paul Hector Mair, auch Paulus, (* 1517 in Augsburg; † 10. Dezember 1579 ebenda) war Ratsdiener der Stadt Augsburg, ab 1541 auch Stadtkassierer und ab 1545 auch Proviantmeister.

## Leben

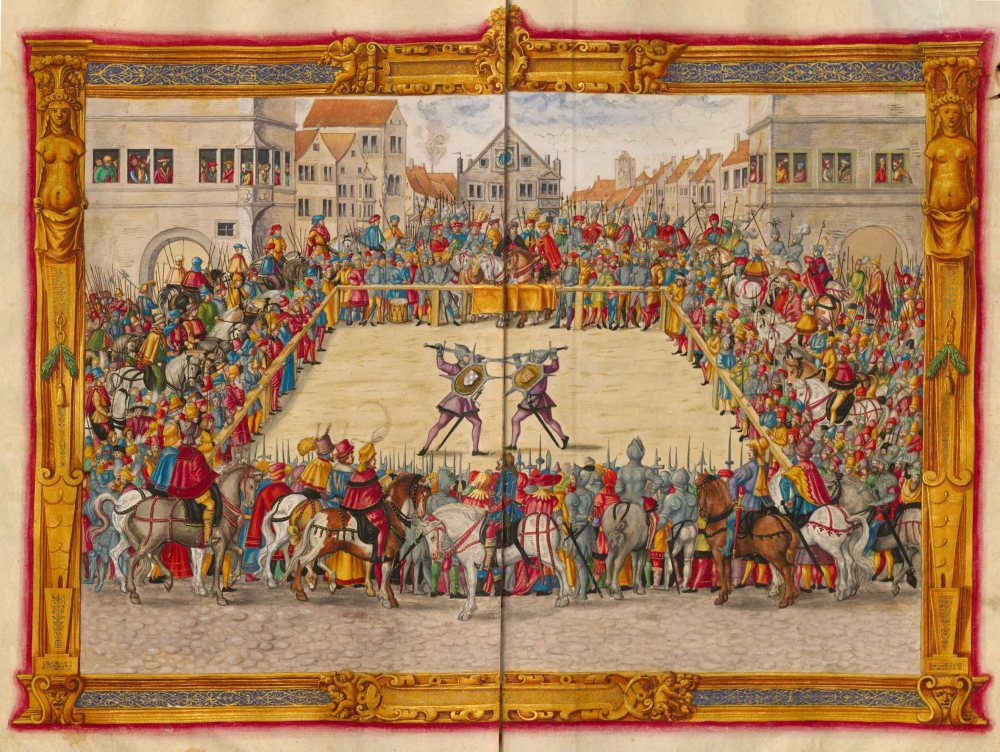
Aus der Sammlung Mair: Gerichtskampf (etwa 1544)

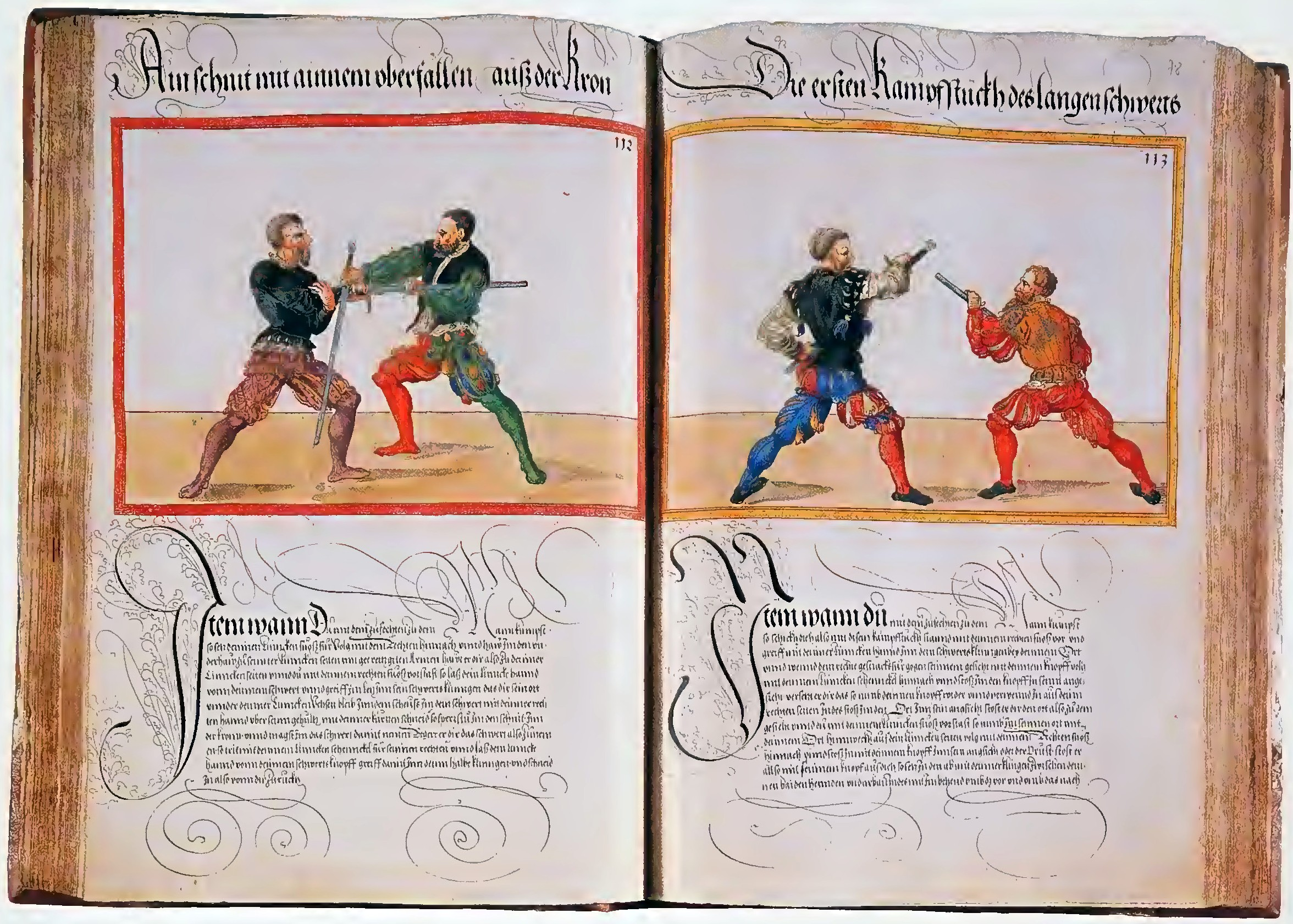
Aus dem „Fecht-, Ring- und Turnierbuch“ (Mitte 16. Jahrhundert)

Paul Hector Mair begann seine berufliche Laufbahn 1537 als Ratsdiener in Augsburg. Als Stadtkassierer und Proviantmeister war er mit der Verwaltung großer Geldsummen betraut. Im selben Jahr heiratete er Felicitas Kötzler. Das Paar hatte 18 gemeinsame Kinder.
Als Privatmann sammelte er Bücher und Antiquitäten aller Art, Silber- und Zinngeschirr, Münzen und Waffen. Er ist als ein Sammler von Fechtbüchern bekannt (z. B. kaufte er 1544 Jörg Wilhalms Handschrift, 1556 den Codex Wallerstein), der schließlich auf den Gedanken kam, die „Feinheit der Lehre“ in einem neuen, alles bisherige übertreffenden Kompendium festzuhalten. Dazu warb er zwei erfahrene Fechter an, die alle ihm bekannten Techniken nachprüfen und verfeinern mussten, bis sie in perfektionierter Form abgemalt werden konnten. Als Illustrator engagierte er Jörg Breu den Jüngeren, dessen Anwesenheit in Augsburg ab 1543 gesichert ist. Dieses Unternehmen erwies sich als enorm aufwändig, und Mair gab dafür den größten Teil des Vermögens und Einkommens seiner Familie aus.
Mair war eine bekannte Figur in Augsburg. Er sah sich selbst als routinierten städtischen Veranstaltungsorganisator von Reichstagen und anderen Empfängen, bei denen ihm die Dekoration der Veranstaltungsorte, die Auswahl der Musiker und die Verpflegung der Gäste oblag. Auch privat gab er aufwändige Feste und Empfänge, zunehmend finanziert durch Unterschlagungen aus der Stadtkasse. Entdeckt wurden diese nach einem Streit mit dem Stubenheizer Veit, nach welchem die beiden Mitarbeiter Mairs, die Schreiber Philipp Augstein und Balthasar Weinhardt, eine Schattenbuchhaltung erstellten und mit Mairs Rechnungsbüchern abglichen. Bei seiner Festnahme am 21. November 1579 versuchte Mair erfolglos, sich dem drohenden Gerichtsverfahren durch Selbsttötung zu entziehen. Er gestand Unterschlagungen ab dem Jahr 1545, die er auf bis zu 40.000 Gulden bezifferte. Auch hochstehende Persönlichkeiten wie der bayerische Herzog Wilhelm V. und der Bischof von Augsburg konnten durch ihre Fürsprache für den 62-jährigen die für Diebstahl gesetzlich vorgeschriebene Todesstrafe durch Hängen nicht abwenden.

## Werke

### Gedruckte Werke (digitalisiert)
- Geschlechter Buch: Darinn Der loblichen Kaiserliche[n] Reichs Statt Augspurg so vor Fünffhundert und mer Jaren hero/daselbst gewonet/und biß auff acht abgestorben … Sigmund Feyrabend, Frankfurt am Main 1580, VD16 M 366 Digitalisat
- Bericht und Anzeigen der loblichen Stadt Augsburg aller Herren Geschlecht, Melchior Kriegstein, Augsburg 1550, VD16 M 365 Digitalisat
- Declaratio et demonstratio omnium patricii loci atque ordinis familiarum, Melchior Kriegstein, Augsburg 1550, VD16 M 367 Digitalisat
- Bericht und Anzeigen aller Herren Geschlecht der loblichen Stadt Augsburg, Johann Albrecht, Straßburg 1538, VD16 M 364, Digitalisat

### Archivalische Bestände
Drei Versionen seines Kompendiums sind erhalten, alle in zwei Bänden; eine lateinische Version, eine deutsche Version und eine synoptisch lateinisch-deutsche. Alle drei entstanden nach 1542, wahrscheinlich ab 1543 oder 1544, für welche Jahre die Anwesenheit Jörg Breus in Augsburg gesichert ist.
- Bayerische Staatsbibliothek München cod. icon. 393, 309+303 Blätter, lateinisch. Die reichhaltigste und aufwändigste Sammlung Mairs, geschrieben von einem Zierschreiber und in einem prächtigen Ledereinband gebunden. 1567 vom Herzog Albrecht von Baiern für (die enorme Summe von) 800 Florin aufgekauft. Digitalisat
- Österreichische Nationalbibliothek Wien
  - Fechtbuch, Cod. 10825 HAN MAG, Handschrift, 1542–1550, 402 × 276 mm, II+15+257 Blätter Digitalisat
  - Fechtbuch, Cod. 10826 HAN MAG, Handschrift, 1542–1550, 402 × 276 mm, II+344 Blätter Digitalisat
- Dresden, Buchmuseum der Sächsischen Landesbibliothek
  - Fecht-, Ring- und Turnierbuch, Mscr.Dresd.C.93, Handschrift, 1550, 242 Blätter Digitalisat
  - Fecht-, Ring- und Turnierbuch, Mscr.Dresd.C 94, Handschrift, 1550, 328 Blätter Digitalisat
- Außerdem erhalten ist eine kürzere, spätere Handschrift, angefertigt nach Aufzeichnungen des Anton Rast, die Mair 1552 erworben hatte. Rast († 1549) war Schwertfeger in Nürnberg und wahrscheinlich identisch mit einem 1522 erwähnten Hauptmann der Marxbrüder.
- Augsburg, Stadtarchiv
  - Augsburger Memorialbuch, angelegt 1501 von dem Ratsdiener Hans Mair und fortgesetzt von dessen Enkel Paul Hector Mair, Schätze 63, Handschrift, 1550–1568, 237 Blätter Digitalisat
  - Schätze B2 Reichsstadt, 1553, 110 Blätter, illustriert vom Maler Heinrich Vogtherr.

Die private Amberger Collection in Baltimore, Maryland, enthält weiterhin ein 17-seitiges Fragment einer illustrierten Fechthandschrift, die Mairs Umfeld zugeordnet werden kann. Während die Illustrationen zum größten Teil den bei Egenolph veröffentlichten Holzschnitten ähnlich sind, weisen die ursprüngliche falsche Zuordnung des Ms. an Dürer, die abgebildeten Waffen, sowie eine nicht in Egenolph abgebildete Illustration darauf hin, dass es sich um die Kopie eines früheren, evtl. Dürer zugänglichen Manuskripts handeln könnte.

## Rezeption
Benedikt Mauer beurteilt Mair folgendermaßen:

„Seine Kunst- und Büchersammlung war für Mair von nicht zu überschätzender Bedeutung. Über sie und seine Tätigkeit als Geschichtsschreiber definierte er sich als Angehöriger der Führungs- und Geisteselite der Stadt. [...] Daß ihn sein Wunsch, mehr zu sein, als er werden konnte, am Ende [...] den Kopf kosten sollte und er schlußendlich sein symbolisches kulturelles Vermögen restlos verspielt hatte, seht auf der anderen Seite derselben Medaille.“